# Eugyndes
Eugyndes is een geslacht van hooiwagens uit de familie Gonyleptidae.
De wetenschappelijke naam Eugyndes is voor het eerst geldig gepubliceerd door Roewer in 1923. 

## Soorten
Eugyndes omvat de volgende 3 soorten:
- Eugyndes flavolimbatus
- Eugyndes patellaris
- Eugyndes reinhardi